# Chizumulu
Chizumulu ist eine kleine Insel im Malawisee. Sie gehört zu Malawi, befindet sich aber als Enklave mit ihrer Nachbarinsel Likoma in den Hoheitsgewässern von Mosambik.

## Geografie
Chizulumu zählt verwaltungstechnisch zum Distrikt Likoma und gehört übergeordnet zur Northern Region. Die Insel liegt etwa 18 km vom Festland von Mosambik entfernt. Die beiden Inseln trennen 10 km und das Festland von Malawi kann nach 48 km erreicht werden, wobei aber der nächstgelegenen Hafen in Malawi, Nkhata Bay, 56 km entfernt liegt. Chizumulu ist an seiner schmalsten Stelle gerade gut 100 m breit und in der längsten Ausdehnung rund 4,5 km über Eck lang. Die etwa 3 km2 große Insel erstreckt sich in nördlicher Richtung, fast parallel zur Schwesterinsel. Die höchste Erhebung der Insel ist der Mount Chingohi (oder Chingole).

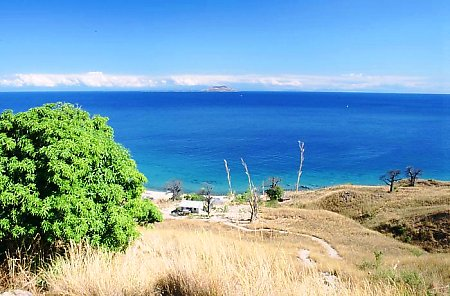
Blick auf Chizumulu von Likoma aus

## Bevölkerung
Chizumulu hat derzeit wohl um die 3.000 Einwohner (2009). Die Bevölkerung setzt sich wie auf Likoma auch aus unterschiedlichen Ethnien zusammen, die aber anders als auf der Nachbarinsel aus Nkhata Bay, Mosambik und Tansania kommen. Tonga ist die meistgesprochene Sprache, in der Schule aber und auch in religiösen Versammlungen wird Nyanja verwendet. 99 Prozent der Bevölkerung sind Christen und gehörten bis 1980 vorwiegend der Anglikanischen Kirche an, die 1903 auf der Insel Likoma ihre erste Mission eröffnete. Mittlerweile sind auch noch andere Kirchen vertreten.

## Nahrungsversorgung
Fast die gesamte Bevölkerung der Insel lebt vom Fischfang. Die Jungen beginnen früh ab 14 Jahren damit und lernen sehr schnell von ihren Vätern, mit dem Fischfang die Familie zu ernähren. Verständlich ist deshalb auch der Stolz der Männer über ihre täglich Arbeit. Bis zu 40.000 Kwacha kann der Besitzer eines Netzes an einem guten Fangtag verdienen. Der Fisch wird an Fischhändler verkauft, die wiederum den Fisch auf dem Festland in Malawi in den Handel bringen. Cassava, Baobabs und Mangos ergänzen die Nahrungsversorgung.

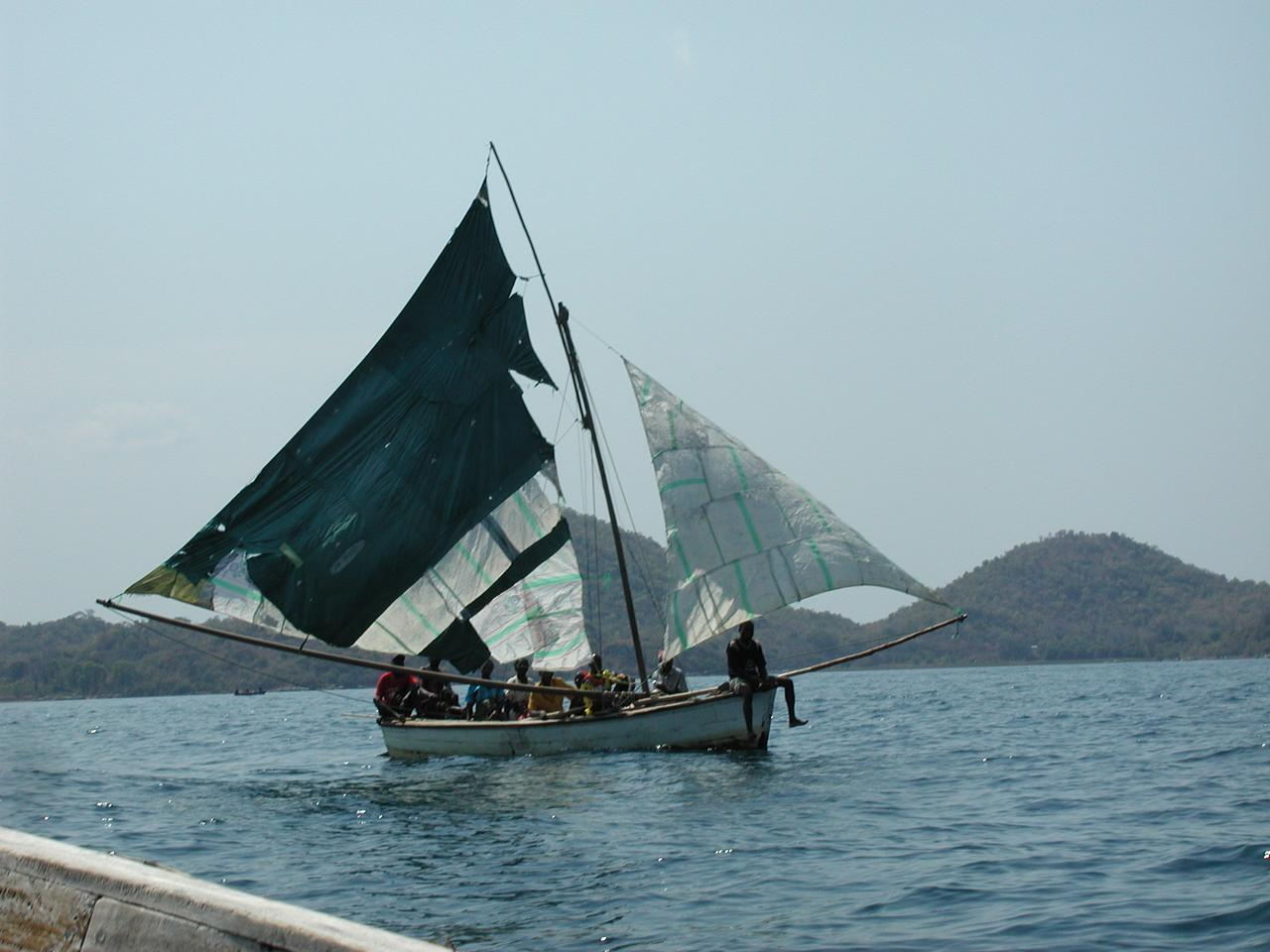
Einheimische mit Boot

## Infrastruktur
Die Insel ist nur übers Wasser zu erreichen. Zweimal die Woche kommt der betagt aussehende Dampfer Ilala der Malawi Lake Services vorbei, legt in der Bucht Mambala an, versorgt die Insel mit allem Nötigen und transportiert Passagiere von und nach Malawi und Tansania. Die Insel verfügt über ein winziges nicht asphaltiertes Straßennetz. Von der Bucht Same, von der engsten Stelle der Insel aus, verkehren kleine Boote mit der Nachbarinsel Likoma.

## Wirtschaft
Außer durch Fischfang und durch einen sehr bescheidenen Tourismus hat die Insel keine weiteren Einnahmemöglichkeiten.
Da die Insel auch nur per Schiff zu erreichen ist und Gäste, die per Flugzeug in Likoma landen würden, zusätzlich noch eine beschwerliche Reise mit einem kleinen Boot in Kauf nehmen müssten, ist es nicht zu erwarten, dass der Tourismus in absehbarer Zeit noch stark wachsen wird.